# Глижіна Каріна Віталіївна
Карі́на Віта́ліївна Гли́жіна (* 2009) — українська стрибунка у воду. Майстер спорту України; чемпіонка Європи.

## З життєпису
Народилась 2009 року Вихованка школи вищої спортивної майстерності міста Києва.

### Спортивні досягнення
- 1 місце — чемпіонат Європи серед юніорів-2023 (Рієка, Хорватія) — командні змагання
- 1 місце — Чемпіонат Європи серед юніорів-2023 (Рієка, Хорватія) — трамплін 3, група В
- 1 місце — Чемпіонат Європи серед юніорів-2023 (Рієка, Хорватія) — вишка, група В[1]
- Чемпіонат Європи з водних видів спорту 2024 - срібна призерка серед юніорів у стрибках з вишки (група В).